# Třída Supply (2018)
Třída Supply je třída zásobovacích tankerů stavěných pro australské námořnictvo v rámci modernizačního programu SEA 1654. Konstrukčně vychází ze španělského tankeru Cantabria (A-15). Jejich úkolem je zásobovat australské válečné lodě palivem, municí, vodou, municí, náhradními díly a dalšími zásobami. Zároveň jsou vhodné pro podporu humanitárních operací a poskytování pomoci při živelních pohromách. Celkem byly objednány stavby dvou jednotek této třídy, pojmenované Supply a Stalwart. Ve službě nahradí vyřazené tankery HMAS Success (OR 304) a HMAS Sirius (O 266).

## Stavba

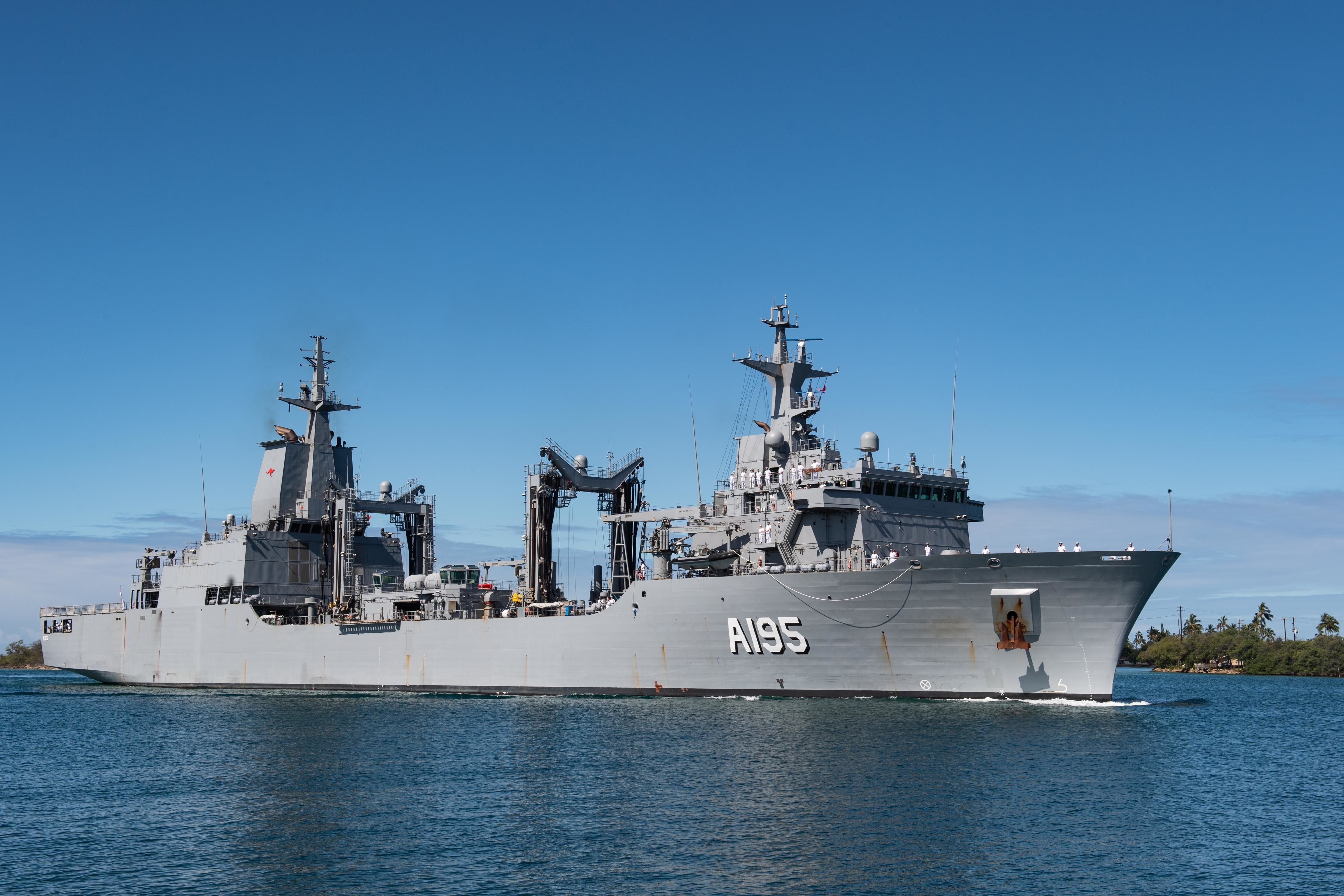
HMAS Supply (A195) připlouvá do Pearl Harboru na mezinárodní cvičení RIMPAC 2022

Cílem australského zbrojního programu SEA 1654 je náhrada australských zásobovacích tankerů Success a Sirius. Program byl původně rozdělen na čtyři fáze. Ve strategii rozvoje (Defence White Paper) z roku 2000 byla poprvé uvedena potřeba náhrady stávajících tankerů HMAS Westralia (O 195) a Success. Cílem bylo získání výkonnějších plavidel postavených domácími loděnicemi. Realizace začala definiční fází SEA 1654 Phase 1. Kvůli nutnosti urychleného vyřazení tankeru Westralia byla v rámci programu SEA 1654 Phase 2A získána provizorní náhrada v podobě upraveného civilního tankeru Sirius. Od původně zvažované náhrady Siriusu novým plavidlem postaveným v Austrálii bylo upuštěno a program přešel přímo ke stavbě dvou moderních tankerů objednaných v rámci SEA 1654 Phase 3.
V soutěži na stavbu nových zásobovacích tankerů se utkala španělská loděnice Navantia s modifikací tankeru Cantabria (A-15) a jihokorejská Daewoo s rodinou zásobovacích lodí AEGIR (např. britská třída Tide). Zvítězila Navantia a za vzor pro nové tankery byla zvolena španělská zásobovací loď Cantabria. V květnu 2016 Navantia získala kontrakt v ceně 640 milionů dolarů na stavbu dvou nových tankerů a jejich pětiletou technickou podporu. Slavnostní první řezání oceli na prototypový tanker proběhlo 19. června 2017. Kýl prototypového plavidla byl založen 17. listopadu 2017. První řezání oceli na druhý tanker proběhlo 4. dubna 2018. Plavidla mají být dodána v letech 2019-2020.
Jednotky třídy SEA 1654:
| Jméno                | Založení kýlu      | Spuštěna           | Vstup do služby    | Status  |
| -------------------- | ------------------ | ------------------ | ------------------ | ------- |
| HMAS Supply (A195)   | 17. listopadu 2017 | 23. listopadu 2018 | 10. dubna 2021     | aktivní |
| HMAS Stalwart (A304) | 24. listopadu 2018 | 30. srpna 2019     | 13. listopadu 2021 | aktivní |

## Konstrukce

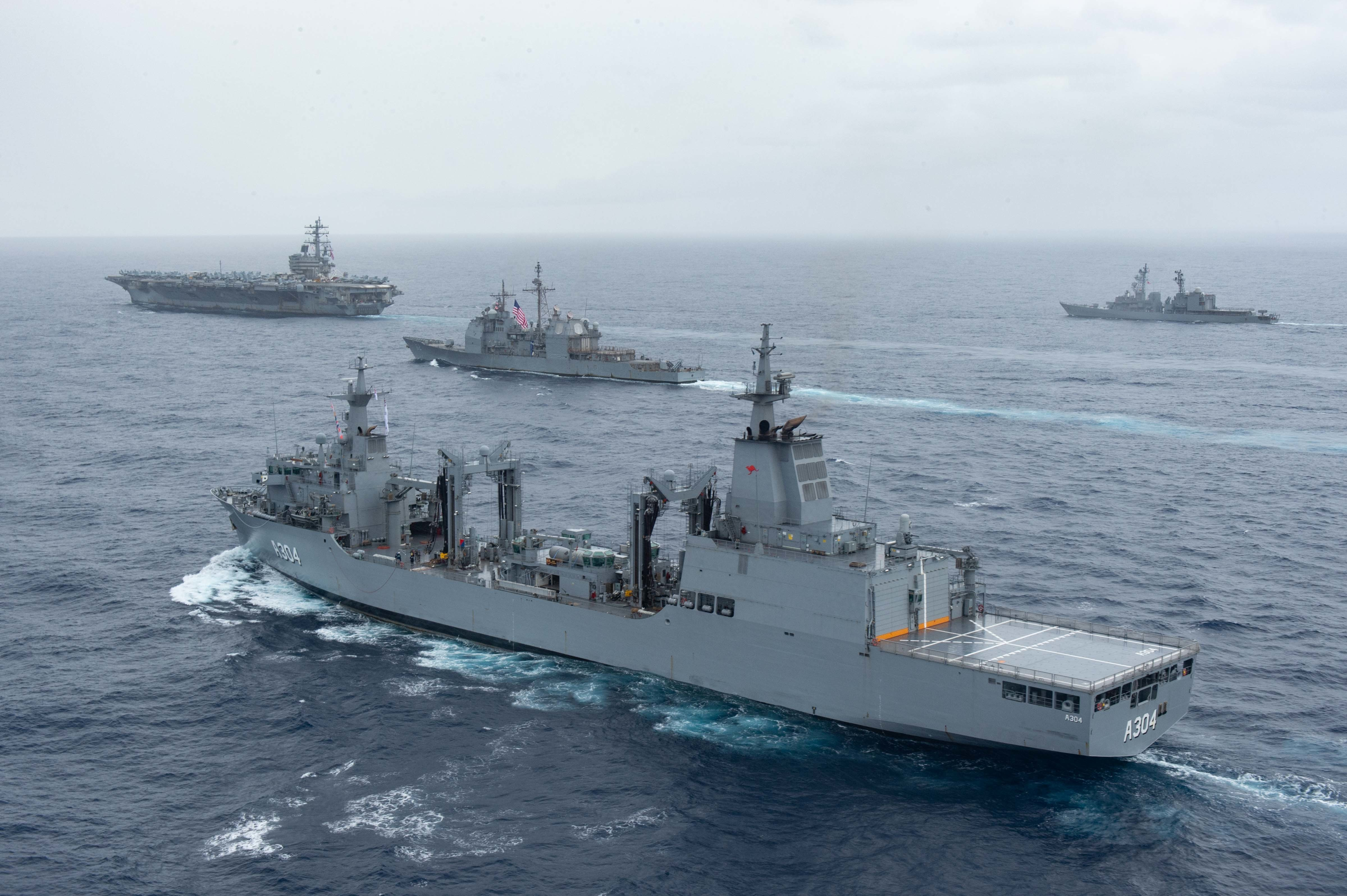
HMAS Stalwart (A304) v roce 2022

Tankery jsou mít dvoutrupou koncepci a unesou až 9800 tun nákladu. Jejich kapacita je 1450 m3 leteckého paliva JP-5, 8200 m3 lodní nafty, 140 m3 pitné vody, 270 tun munice a 470 tun dalších zásob. Na každém boku jsou dvě zásobovací stanice, přičemž pátá (pouze pro předávání paliva) je na zádi. Jsou vybaveny ubikacemi pro celkem 122 osob. Jsou vybaveny bojovým řídícím systémem SAAB 9LV. Na zádi je přistávací plocha pro vrtulník. Pohonný systém tvoří dva diesely MAN 18V32/40, každý o výkonu 12 070 hp při 750 otáčkách za minutu. Elektrickou energii dodávají čtyři sady dieselgenerátorů MAN 7L21/31 IMO Tier II, každý o výkonu 2010 hp při 1000 otáčkách za minutu. Nejvyšší rychlost dosáhne 20 uzlů. Dosah je 6000 námořních mil při rychlosti 13 uzlů.